# فاصله زاویه‌ای

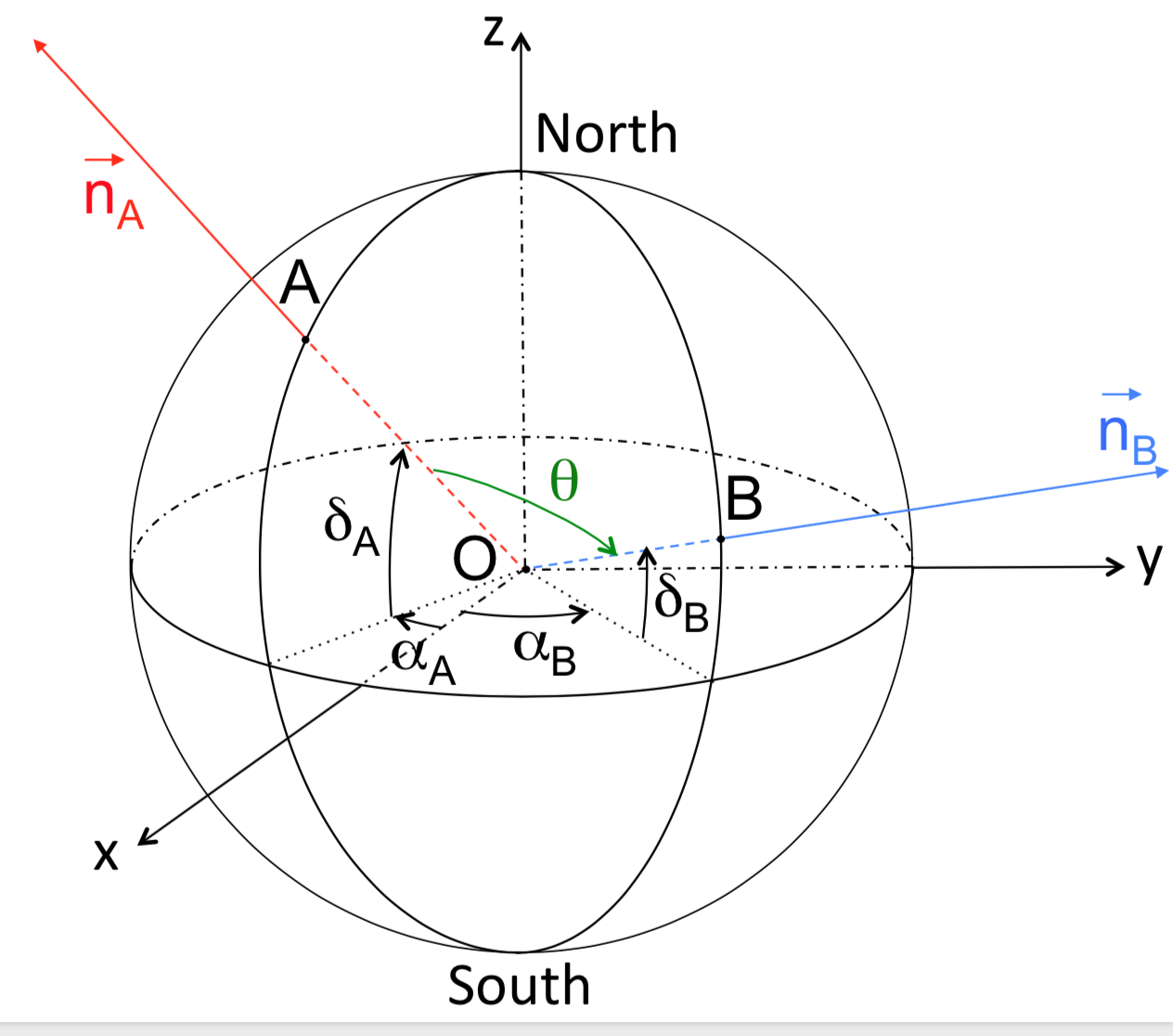
نمایی از ساختار فاصلهٔ زاویه‌ای، که بین نقطهٔ A و نقطهٔ B از نقطهٔ O، دیده می‌شود.

فاصله زاویه‌ای (تفکیک زاویه‌ای با نام مستعار، فاصلهٔ ظاهری یا جدایی ظاهری) (به انگلیسی: Angular distance)، در ریاضیات (به ویژه هندسه و مثلثات) و کلیه علوم طبیعی (به عنوان مثال اخترشناسی و ژئوفیزیک) بین دو جسم یا دو نقطه مسافتی از مکانی متفاوت از هر یک از این دو نقطه از دیدگاه یک ناظر به سمت این دو شیء یا دو نقطه است و به آن زاویه ی طول میان آن دو گفته می‌شود.

## مورد استفاده
اصطلاح فاصله زاویه‌ای (یا جدایی) از لحاظ فنی مترادف با همان «زاویه» است، اما به معنای نشان دادن فاصله خطی بین جسم‌هایی (اغلب وسیع، ناشناخته یا نامربوط) مانند فاصلهٔ ستاره‌هایی که از زمین مشاهده می‌شوند.

## اندازه‌گیری
از آنجا که فاصلهٔ زاویه‌ای (یا جدایی) از نظر مفهومی با یک «زاویه» یکسان است، در همان یکاهایی مانند درجه یا رادیان اندازه‌گیری می‌شود، با استفاده از سازه‌هایی مانند گونیومتر یا ابزارهای نوری که به‌طور خاص برای اشاره به جهت‌های تعریف شده و ثبت ضبط مربوط به اندازه‌گیری و استفاده می‌شوند. زاویه (مانند انواع تلسکوپ‌ها).